# Dusk Maiden of Amnesia
Dusk Maiden of Amnesia (jap. 黄昏乙女×アムネジア, Tasogare Otome×Amnesia, dt. „Dämmerungsmädchen × Amnesie“) ist eine Mangaserie des Duos Maybe, die von 2009 bis 2013 in Japan erschien. Die Mystery-Serie wurde in Form einer Anime-Fernsehserie umgesetzt und unter anderem ins Deutsche übersetzt.

## Handlung
An der Seikyō-Privatschule geht eine alte Legende um: Vor 60 Jahren soll ein Mädchen in einem alten Schulgebäude zurückgelassen worden und dort gestorben sein. Teiichi Niiya (新谷 貞一), der neu an die Mittelschule gekommen ist, trifft in dem alten Schulgebäude die schöne Yūko Kanoe (庚 夕子), die sich bald als Geist des zurückgelassenen Mädchen herausstellt. Doch hat sie ihre Erinnerungen verloren (Amnesie) und weiß daher nicht, was damals geschah und warum sie noch als Geist in der Schule lebt. Teiichi will die Geschehnisse aufklären und macht sich nun gemeinsam mit ihr auf die Suche nach ihren Erinnerungen. Dafür müssen sie die sieben legendären Geheimnisse der Schule lüften. Dafür gründen sie den Klub zur Untersuchung paranormaler Phänomene, in dem ihnen bald Momoe Okonogi (小此木 ももえ) und Kirie Kanoe (庚 霧江) zur Seite stehen.

## Veröffentlichung
Ein Pilotkapitel namens Otomegokoro to Yū no Sora (乙女心と夕の空, „Die Gefühle eines Mädchens und der Abendhimmel“) wurde am 22. April 2008 (Ausgabe 6/2008) im Magazin Gangan Powered beim Verlag Square Enix veröffentlicht. Die Mangareihe erschien dann vom 22. April 2009 (Ausgabe 5/2009) bis 21. November 2013 (Ausgabe 10/2013) im Magazin Monthly Gangan Joker. Die Kapitel wurden auch in zehn Sammelbänden herausgebracht. Die Bände verkauften sich zuletzt über 50.000 mal in den ersten Wochen nach Erscheinen.
Von November 2015 bis Mai 2017 brachte Kazé Manga die Bände auf Deutsch in einer Übersetzung von Josef Shanel heraus. Eine französische Übersetzung erscheint bei Kana, eine polnische bei Waneko.
Am 22. November 2012 erschien die Anthologie Tasogare Otome×Amnesia Anthology (黄昏乙女×アムネジア×アンソロジー) mit Kurzgeschichten verschiedener Manga-Zeichner.

## Hörspiel
Bei Frontier Works erschien am 22. Juli 2010 eine Hörspiel-CD zum Manga. 

## Anime-Adaption
Bei Studio Silver Link entstand 2012 unter Regie von Shin Ōnuma und Takashi Sakamoto eine 13-teilige Anime-Fernsehserie auf Grundlage des Mangas, wobei die 13. Folge nicht ausgestrahlt wurde. Die verantwortlichen Produzenten waren Hayato Kaneko, Masatoshi Ishizuka, Takashi Tachizaki und Tatsuhiro Nitta; von Katsuhiko Takayama stammt das Konzept der Serie. Das Charakterdesign entwarf Yukiko Ban und die künstlerische Leitung lag bei Ken Naito und Naotake Ichiyanagi. Jede der Folgen ist etwa 25 Minuten lang. 
Die Erstausstrahlung der Serie erfolgte vom 9. April bis 25. Juni 2012 nach Mitternacht (und damit am vorigen Fernsehtag) bei Chiba TV und Sun Television, sowie kurz danach bei TV Kanagawa. Um einige Tage versetzt wurde der Anime auch bei Animax, Tokyo MX und TV Aichi gezeigt. Die Plattformen Crunchyroll und iTunes Store veröffentlichten die Serie per Streaming mit englischen Untertiteln, erstere auch parallel als Simulcast zur japanischen Ausstrahlung. Veröffentlichungen einer englischen Fassung auf Kaufmedien folgten sowie eine Lizenzierung in Taiwan. Von November 2015 bis Juni 2016 brachte Kazé Anime den Anime mit deutscher Synchronisation auf DVD heraus. 

### Synchronisation
Die deutsche Synchronisation entstand bei VSI Berlin. 
| Rolle         | japanischer Sprecher (Seiyū) | deutscher Sprecher |
| ------------- | ---------------------------- | ------------------ |
| Teiichi Niiya | Tsubasa Yonaga               | Amadeus Strobl     |
| Yūko Kanoe    | Yumi Hara                    | Esra Vural         |
| Momoe Okonogi | Misato Fukuen                | Charlotte Uhlig    |
| Kirie Kanoe   | Eri Kitamura                 | Josephine Schmidt  |

### Musik
Die Musik der Serie stammt von Keigo Hoashi und Ryūichi Takada. Für den Vorspann verwendete man das Lied Choir Jail von Konomi Suzuki, das auch für zwei Abspanne und innerhalb der letzten Folge Verwendung fand. Das Lied der anderen Abspanne ist Calendrier (カランドリエ), gesungen von Aki Okui bzw. Yumi Hara in der elften Folge. Das Lied Requiem von Nao Hiiragi kommt während der Folgen 8 und 12 vor.